# Platystoma mendax
Platystoma mendax är en tvåvingeart som beskrevs av Soos 1978. Platystoma mendax ingår i släktet Platystoma och familjen bredmunsflugor.
Artens utbredningsområde är Mongoliet. Inga underarter finns listade i Catalogue of Life.